# The Album (album của Blackpink)
The Album là album phòng thu tiếng Hàn đầu tay (tổng thể là thứ hai) của nhóm nhạc nữ Hàn Quốc Blackpink, phát hành vào ngày 2 tháng 10 năm 2020, bởi YG Entertainment và Interscope Records. Đây là tác phẩm dài đầu tiên của nhóm kể từ khi ra mắt vào năm 2016. Cho album lần này, Blackpink đã thu âm hơn mười bài hát và đã làm việc với nhiều producers, bao gồm Teddy, Tommy Brown, R. Tee, Steven Franks và 24. Tám bài hát đã lọt vào danh sách cuối cùng, bao gồm hai màn hợp tác: "Ice Cream" với Selena Gomez, và "Bet You Wanna" feat. Cardi B. Album đã khám phá thêm nhiều khía cạnh của nhóm thông qua các chủ đề về tình yêu và sự phức tạp trong quá trình trưởng thành. Về mặt âm nhạc, The Album là sự kết hợp của nhạc Pop, R&B, Hip hop, EDM và trap.
The Album có tổng cộng 3 single, hai trong số đó được phát hành trước và trở thành top 40 bản hit trên Billboard Hot 100 - single chính "How You Like That" đã hạ cánh ở vị trí thứ 33; "Ice Cream" đạt vị trí thứ 13 trở thành bài hát có thứ hạng cao nhất của Blackpink tại Mỹ; single thứ ba "Lovesick Girls" đạt vị trí thứ 59 trên bảng xếp hạng. Để quảng bá cho album lần này, Blackpink đã tham gia các show âm nhạc tại Hàn Quốc và các talk show tại Mỹ, ngoài ra nhóm còn tạo thêm chú ý khi tổ chức concert online có trả phí, có tên gọi là "The Show" vào ngày 31 tháng 1 năm 2021. The Album nhận được đánh giá chung tích cực từ các nhà phê bình âm nhạc, những người đã khen ngợi về khả năng thanh nhạc cũng như phong cách đa dạng của Blackpink; tuy nhiên, một số nhà phê bình cho rằng album ngắn và quá trình sản xuất của nó đã bị lỗi thời.
Về mặt thành tích, The Album đã ra mắt tại vị trí thứ 2 trên Billboard 200 của Mỹ với 110,000 đơn vị, và là album của nhóm nữ Hàn Quốc có thứ hạng cao nhất và cũng là album có thứ hạng cao nhất của một nhóm nữ kể từ Welcome to the Dollhouse (2008) của Danity Kane. Ở những nơi khác, The Album đạt vị trí thứ nhất tại New Zealand, Mexico và Hàn Quốc, và ra mắt ở vị trí top 10 ở 16 nước khác. Vào tháng 11 năm 2020, The Album ra mắt tại vị trí thứ 2 trên Gaon Monthly Album Chart với 1,092,550 bản đã được bán ra và trở thành album bán chạy nhất của một nhóm nhạc nữ trong lịch sử của bảng xếp hạng này. Sau đó, album đã nhận được chứng nhận Million (Triệu bản) cho hơn 1 triệu album đã được bán ra tại thị trường Hàn Quốc bởi KMCA. Theo Liên đoàn Công nghiệp ghi âm Quốc tế, album này là album bán chạy thứ năm trên toàn thế giới về doanh số thuần trong năm 2020.

## Bối cảnh và diễn biến
Vào ngày 4 tháng 5 năm 2020, một vài thông tin về nhóm nhạc nữ đã hoàn thành ghi âm cho album mới của họ và đang làm việc theo lịch trình để quay một video âm nhạc vào cuối tháng đó được lan truyền. Vào ngày 18 tháng 5, hãng đĩa tại Hàn Quốc của nhóm, YG Entertainment đã chia sẻ một bản cập nhật về dự án, ban đầu được nhá hàng vào tháng 6, tiết lộ hơn 10 bài hát cho album.
Vào ngày 10 tháng 6, YG đăng tải teaser poster cho single "dọn đường" trên tất cả các nền tảng mạng xã hội, tiết lộ single sẽ được phát hành vào ngày 26 tháng 6.. Trước khi ra mắt chương trình, vào ngày 7 tháng 6, YG Entertainment đăng tải một video prologue (phần mở đầu) cho chương trình thực tế mới nhất của Blackpink, 24/365 with Blackpink, thông qua YouTube. Chương trình sẽ ghi lại những khoảnh khắc trong quá trình comeback của nhóm cũng như chia sẽ về cuộc sống thường nhật dưới dạng vlog. Từ ngày 15 tháng 6, một loạt teaser được đăng tải mỗi ngày trên các tài khoản truyền thông chính thức của nhóm và "How You Like That" được tiết lộ là tên cho single đợt này vào hôm 17 tháng 6. Teaser cho MV đượt đăng tải vào ngày 24 tháng 6.
Vào ngày 23 tháng 7, YG Entertainment đăng tải teaser poster cho single hợp tác mới giữa nhóm và một nghệ sĩ dấu mặt (chưa được xác nhận), đặt lịch sẽ phát hành vào tháng 8. Vào ngày 28 tháng 7, nhóm chính thức thông báo rằng tên cho album lần này sẽ là The Album, và sẽ được phát hành vào ngày 2 tháng 10 năm 2020. Vào ngày 12 tháng 8 năm 2020, nghệ sĩ dấu mặt đã chính thức lộ diện và đó là ca sĩ-nhạc sĩ người Mỹ Selena Gomez. Vào ngày 21 tháng 8 năm 2020, bài hát cho đợt hợp tác này sẽ có tên là "Ice Cream". Vào ngày 27 tháng 8 năm 2020, Blackpink đăng tải teaser cho MV của "Ice Cream".
Trong đợt phỏng vấn với DJ người Mỹ và radio host Zach Sang vào tháng 9 năm 2020, Blackpink tiết lộ rằng album là "(album) được đóng gói bởi tất cả các bất ngờ khác nhau, như "Ice Cream" chính là một trong những bất ngờ đó." Nhóm đã có cơ hội hợp tác với producer Tommy Brown trong hai bài hát xuất hiện trong album, bao gồm "Ice Cream". Vào ngày 27 tháng 9, nhóm thông báo rằng sẽ có một sự kiện comeback được đặt lịch phát sóng trực tiếp vào ngày 1 tháng 10. Vào ngày 28 tháng 9, được thông báo rằng "Lovesick Girls" sẽ được phát hành vào ngày 2 tháng 10 như là một single thứ ba cũng như single chính của album. Cùng ngày, Blackpink tiết lộ danh sách bài hát của album, xác nhận đóng góp sáng tác lần đầu tiên từ các thành viên Jennie và Jisoo và có thêm một màn hợp tác với rapper Cardi B và producer  David Guetta và Ryan Tedder.
Vào ngày 2 tháng 6 năm 2021, Universal Music Japan thông báo rằng nhóm sẽ phát hành một phiên bản tiếng Nhật của The Album vào ngày 3 tháng 8 năm 2021. Phát hành bao gồm các phiên bản tiếng Nhật cho bốn trong số tám bài hát - "How You Like That", "Pretty Savage", "Lovesick Girls", và"You Never Know" – và có 12 phiên bản physical khác nhau. Limited edition A  là "How You Like That -JP Ver.-", limited edition B là "Lovesick Girls -JP Ver.-", và  limited edition C là "Ice Cream (với Selena Gomez)". Đi kèm đó còn có tập ảnh khổ A4, B3 poster, card hình tròn lớn, và photo card cho từng concept. Limited solo version là một gói tạp chí sang trọng sử dụng ảnh cá nhân của từng thành viên trong  Photobooks, thiết kế DISC và booklet. SPECIAL EDITION bao gồm online concert "Blackpink 2021 [The Show]" được tổ chức vào tháng 1 năm 2021.

## Đĩa đơn
Vào ngày 2 tháng 6, YG thông báo rằng sau khi phát hành album đầy đủ đầu tiên của nhóm, Rosé, Lisa và Jisoo sẽ phát hành các dự án độc lập của họ, với album solo của Rosé phát hành trước, ngay sau khi phát hành album. Vào ngày 10 tháng 6, YG đã đăng áp phích quảng bá tên đĩa đơn phát hành đầu tiên trên tất cả các nền tảng truyền thông xã hội, tiết lộ ngày phát hành là ngày 26 tháng 6. Vào ngày 13 tháng 6, YG Entertainment đã phát hành phần mở đầu của chương trình truyền hình thực tế mới nhất của Blackpink, 24/365 với Blackpink trước khi ra mắt trên YouTube. Chương trình sẽ ghi lại sự trở lại của họ cùng với việc chia sẻ cuộc sống của họ thông qua các vlog.  Vào ngày 15 tháng 6, YG Entertainment đã đăng các áp phích cá nhân của các thành viên Blackpink. Ngày hôm sau, một áp phích quảng bá khác được đăng tải, tiết lộ tiêu đề "How You Like That". Một bức ảnh nhá hàng khác cũng được phát hành vào ngày 17 tháng 6. Các video ý tưởng có sự tham gia của các thành viên Rosé, Jennie, Lisa và Jisoo đã được phát hành vào ngày 18 và 19 tháng 6. Một bức ảnh ý tưởng khác được tiết lộ vào ngày 20 tháng 6. Video teaser được phát hành một ngày sau đó. Áp phích quảng bá chính thức được tiết lộ vào ngày 22 tháng 6. Teaser video âm nhạc được phát hành vào ngày 24 tháng 6. M/V đã được ra mát ngày 26 tháng 6 và đã gặt hái được nhiều thành tích cho nhóm.
Vào ngày 23 tháng 7, YG Entertainment bất ngờ đăng tải một áp phích cho màn kết hợp mới giữa nhóm với một nghệ sĩ giấu tên, sẽ được ra mắt trong tháng 8. Ngày 12 tháng 8, nghệ sĩ hợp tác với Blackpink trong lần này được giới thiệu đó là Selena Gomez.  Vào nửa đêm ngày 22 tháng 8 theo giờ Hàn Quốc, tên đĩa đơn chính thức được công bố là Ice Cream, khác với tên đồn là FFF trước đó. Đĩa đơn đã đạt đến hạng 13 của bảng xếp hạng Billboard Hot 100 tại Mỹ, là bài hát của một nhóm nhạc nữ có thứ hạng cao nhất tại nước này kể từ Work from Home của Fifth Harmony 4 năm trước, nó cũng là bài hát của 1 nhóm nhạc nữ Hàn Quốc có thứ hạng cao nhất và trụ lâu nhất trên bảng xếp hạng này.
Vào ngày 21 tháng 9, YG Entertaiment công bố teaser của Jisoo. Và sau đó lần lượt là Jennie (ngày 22 tháng 9), Lisa (ngày 23 tháng 9), Rosé (ngày 24 tháng 9). 1 tuần sau đó, đĩa đơn thứ 3 cũng là đĩa đơn chính của album được giới thiệu tên là Lovesick Girls, được ra mắt cùng với album vào ngày 2 tháng 10 năm 2020.

## Sự đón nhận của thị trường
Vào đúng 7 giờ sáng ngày 28 tháng 7 theo giờ Việt Nam, YG Entertainment đã khiến cộng đồng mạng trên toàn thế giới không khỏi bất ngờ về bức ảnh đầu tiên của album này. Thông tin này cũng được đăng tải trên website chính thức của YG Life (Website cập nhật thông tin về những nghệ sĩ thuộc YG Entertainment). Sau khi thông tin này được lan truyền, các từ khóa liên quan tới lần "tái xuất" này đã lên tab thịnh hành của Google, Twitter,...
Áp phích giới thiệu album được đánh giá là khá đơn giản với chiếc vương miện màu hồng lấp lánh trên nền đen. Dù vậy nhiều người lại có ý kiến thắc mắc rằng YG Entertainment có quá ''lười biếng'' khi đặt tên một bom tấn âm nhạc với cái tên quá đơn giản so với những gì công chúng mong chờ.
Sáng ngày 4 tháng 9, YG công bố đơn đặt trước của album đã lên đến 800 nghìn bản (530 nghìn bản trong nội địa và 270 nghìn cho thị trường Âu-Mỹ)

## Những đồn đoán xung quanh
(Trước khi thông tin hợp tác được công bố)
Truyền thông Hàn Quốc gần đây đã đưa tin Blackpink sẽ có màn kết hợp với ngôi sao nhạc pop Selena Gomez trong đĩa đơn thứ 2 của album. Ngay khi thông tin này được đăng tải, người hâm mộ của cả hai đã vô cùng phấn khích và đặt nhiều kì vọng với sản phẩm này. Trước thông tin này, công ty chủ quản của Blackpink không lên tiếng xác nhận: ''Hiện rất khó để xác nhận màn kết hợp giữa Blackpink và Selena Gomez, người hâm mộ hãy chờ thông báo chính thức, nơi sẽ tiết lộ danh tính nghệ sĩ bí ẩn''. Thông báo của công ty chủ quản như trên đã khiến người hâm mộ vô cùng háo hức và mong chờ sự hợp tác này là thật. Nếu đây là sự thật, đây sẽ là màn hợp tác tiếp theo của Blackpink sau Sour Candy cùng Laydy Gaga và Kiss and make up cùng Dua Lipa.

## Diễn biến thương mại
Vào ngày 4 tháng 9 năm 2020, YG thông báo rằng The Album đã vượt qua 800.000 đơn đặt hàng trước chỉ trong 6 ngày sau khi giai đoạn đặt hàng trước bắt đầu. Theo công ty, số lượng đơn đặt hàng trước đạt hơn 530.000 bản tại Hàn Quốc, và tổng số đơn đặt hàng trước từ Hoa Kỳ và Châu Âu lên tới khoảng 270.000 bản. Đến ngày 2 tháng 10, The Album đã vượt qua một triệu đơn đặt hàng trước, trở thành album đầu tiên của một nhóm nhạc nữ Hàn Quốc vượt qua mốc này. Trong số 1 triệu bản, 670.000 đơn đặt hàng trước đến từ Hàn Quốc, 340.000 đến từ Mỹ và Châu Âu. Ngoài ra, một đĩa vinyl giới hạn 18.888 bản đã được bán hết trong vài ngày.

## Giải thưởng và đề cử
The Album đã nhận đề cử cho Album of the Year tại 2020 Melon Music Awards, 2020 Mnet Asian Music Awards, và 2021 Golden Disc Awards và chiến thắng Best Album Bonsang tại 2021 Golden Disc Awards, với singe "How You Like That" chiến thắng Best Female Dance Award tại hai lễ trao giải trên.
| Lễ trao giải            | Năm  | Giải thưởng                     | Kết quả           | Ref.   |
| ----------------------- | ---- | ------------------------------- | ----------------- | ------ |
| Asian Pop Music Awards  | 2020 | Best Album (Overseas)           | Đoạt giải         | [ 53 ] |
| Melon Music Awards      | 2020 | Album of the Year               | Đề cử             | [ 54 ] |
| Mnet Asian Music Awards | 2020 | Album of the Year               | Đề cử             | [ 55 ] |
| Gaon Chart Music Awards | 2021 | Album of the Year – 4th Quarter | Đề cử             | [ 56 ] |
| Golden Disc Awards      | 2021 | Best Album (Bonsang)            | Đoạt giải         | [ 57 ] |
| Golden Disc Awards      | 2021 | Album of the Year (Daesang)     | Lọt vào danh sách | [ 58 ] |

## Đánh giá chuyên môn
| Đánh giá chuyên môn  | Đánh giá chuyên môn |
| Điểm trung bình      | Điểm trung bình     |
| Nguồn                | Đánh giá            |
| -------------------- | ------------------- |
| AnyDecentMusic?      | 6.4/10              |
| Metacritic           | 71/100              |
| Nguồn đánh giá       |                     |
| Nguồn                | Đánh giá            |
| AllMusic             | [ 61 ]              |
| Associated Press     | Positive            |
| Consequence of Sound | B-                  |
| The Daily Telegraph  | [ 64 ]              |
| The Guardian         | [ 65 ]              |
| Insider              | 8.1/10              |
| Rolling Stone        | [ 1 ]               |
| Slant Magazine       | [ 67 ]              |
| Sputnikmusic         | [ 68 ]              |
| The Times            | [ 69 ]              |

The Album nhận được phản ứng tương đối tích cực từ các nhà phê bình. Trên Metacritic, nơi được chỉ xếp hạng trên 100 từ các bài đánh giá chính thống thì album này đã nhận được trung bình 71 điểm từ 10 bài đánh giá, chỉ ra được "đánh giá chung thuận lợi".
Alexis Petridis từ tờ The Guardian đã khen ngợi khâu sản xuất nhạc của album, gọi nó là một sản phẩm "nhạc pop chịu ảnh hưởng của nhạc rap khiến hầu hết các nỗ lực của các nghệ sĩ phương Tây trong lĩnh vực đó dường như trở nên khó khăn", nhưng cũng chỉ trích về việc thiếu "tính bao quát trong nội dung". Bài viết từ tờ The Daily Telegraph, Neil McCormick đã viết rằng các bài hát "5 bài hát đã được buột lại chặt chẽ thành 1 bài hát" và cứ như "có viên kẹo nhai bạc hà của Britney Spears trên steroids". Tờ Rolling Stone, Tim Chan đã viết rằng "1 album gồm 8 bài thật trở nên bóng bẩy, tự tin và là bản phát hành thú vị từ nhóm nhạc nữ lớn nhất thế giới".
Mikael Wood từ tờ Los Angeles Times đã đưa ra nhận xét trái chiều, cho rằng album "gây áp bức" và "gần như hoàn toàn không phù hợp với xu hướng thịnh hành của nhạc pop" và bản phát hành "thất bại trong việc thử nghiệm thể loại pop cũ cũng như thể loại pop mới".

## Danh sách bài hát
Danh sách được trích từ Tidal và website chính thức của nhóm. Được thu âm tại studio The Black Label.
| The Album – Bản Tiêu chuẩn | The Album – Bản Tiêu chuẩn             | The Album – Bản Tiêu chuẩn                                                                      | The Album – Bản Tiêu chuẩn                                           | The Album – Bản Tiêu chuẩn   | The Album – Bản Tiêu chuẩn |
| STT                        | Nhan đề                                | Phổ lời                                                                                         | Phổ nhạc                                                             | Arrangement                  | Thời lượng                 |
| -------------------------- | -------------------------------------- | ----------------------------------------------------------------------------------------------- | -------------------------------------------------------------------- | ---------------------------- | -------------------------- |
| 1.                         | "How You Like That"                    | Teddy Danny Chung                                                                               | Teddy R.Tee 24                                                       | R.Tee 24                     | 3:01                       |
| 2.                         | "Ice Cream" (hợp tác với Selena Gomez) | Bekuh Boom Victoria Monét Teddy                                                                 | Tommy Brown Mr. Franks Teddy Bekuh Boom Monét 24 Gomez Ariana Grande | Brown Mr. Franks Teddy       | 2:56                       |
| 3.                         | "Pretty Savage"                        | Teddy LØREN Vince Chung                                                                         | Teddy 24 R.Tee Bekuh Boom                                            | Teddy 24 R.Tee               | 3:19                       |
| 4.                         | "Bet You Wanna" (hợp tác với Cardi B)  | Brown Steven Franks Ryan Tedder Melanie Fontana Belcalis Almanzar Torae Carr Jonathan Descartes | Brown Mr. Franks                                                     | Brown Mr. Franks Teddy       | 2:39                       |
| 5.                         | "Lovesick Girls"                       | Teddy LØREN Jisoo Jennie Danny Chung                                                            | Teddy 24 Jennie Brian Lee Leah Haywood R.Tee David Guetta            | 24 R.Tee                     | 3:12                       |
| 6.                         | "Crazy Over You"                       | Teddy Bekuh Boom Chung                                                                          | Teddy Bekuh Boom 24 R.Tee Future Bounce                              | 24 R.Tee Future Bounce       | 2:41                       |
| 7.                         | "Love To Hate Me"                      | Tushar Apte Rob Grimaldi Chloe George Steph Jones Danny Chung                                   | Apte Grimaldi 24                                                     | Apte Grimaldi 24 Vince Teddy | 2:49                       |
| 8.                         | "You Never Know"                       | LØREN Bekuh Boom                                                                                | 24 Bekuh Boom                                                        | 24                           | 3:49                       |
| Tổng thời lượng:           | Tổng thời lượng:                       | Tổng thời lượng:                                                                                | Tổng thời lượng:                                                     | Tổng thời lượng:             | 24:26                      |

## Cá nhân
Credit được trích từ Tidla và website chính thức của nhóm.
| Nhạc sĩ - Jisoo – vocal (tất cả bài hát), viết lời (bài hát số 5) - Jennie – vocal (tất cả bài hát), viết lời, sáng tác (bài hát số 5) - Rosé – vocal (tất cả bài hát) - Lisa – vocal (tất cả bài hát) - Teddy – viết lời (1-3, 5-6) - Danny Chung – viết lời (bài hát số 1, 3, 5-7) - Selena Gomez – vocal, sáng tác (bài hát số 2) - Victoria Monét – sáng tác, viết lời (bài hát số 2) - Ariana Grande – sáng tác (bài hát số 2) - Bekuh Boom – viết lời (bài hát số 2, 6, 8) - Løren – viết lời (bài hát số 3, 5, 8) - Vince – viết lời (bài hát số 3) | - Cardi B – vocal, viết lời (bài hát 4) - Ryan Tedder – viết lời (bài hát 4) - Steven Franks – viết lời (bài hát 4) - Melanie Fontana – viết lời (bài hát 4) - Torae Carr – viết lời (bài hát 4) - Jonathan Descartes – lyricist (bài hát 4) - Leah Haywood – sáng tác (bài hát 5) - David Guetta – sáng tác (bài hát 5) - Future Bounce – sáng tác (bài hát 6) - Tushar Apte – sáng tác, viết lời (bài hát 7) - Rob Grimaldi – sáng tác, viết lời (bài hát 7) - Chloe George – viết lời (bài hát 7) - Steph Jones – viết lời (bài hát 7) | Kĩ thuật - Teddy – producer (1-3, 5-6), phối khí (bài hát số 2-4, 7) - 24 – producer (tracks 1-3, 5-8), phối khí (bài hát số 1, 3, 5-8) - R. Tee – producer (tracks 1-3, 5-6), phối khí (bài hát số 1, 3, 5-6) - Steven Franks – producer, phối khí (bài hát số 2) - Tommy Brown – producer (bài hát số 2, 4) - Vince – phối khí (bài hát số 7) - Serban Ghenea – mixer (bài hát số 2, 4) - Jason Roberts – mixer (bài hát số 3, 5-8) - Future Bounce – phối khí (bài hát số 6) - Tushar Apte – phối khí (bài hát số 7) - Rob Grimaldi – phối khí (bài hát số 7) |

## Bảng xếp hạng
| Bảng xếp hạng (2020–2021)                | Vị trí xếp hạng cao nhất |
| ---------------------------------------- | ------------------------ |
| Argentine Albums (CAPIF)                 | 9                        |
| Album Úc (ARIA)                          | 2                        |
| Album Áo (Ö3 Austria)                    | 9                        |
| Album Bỉ (Ultratop Vlaanderen)           | 4                        |
| Album Bỉ (Ultratop Wallonie)             | 16                       |
| Album Canada (Billboard)                 | 5                        |
| Croatia International Albums (HDU)       | 22                       |
| Album Cộng hòa Séc (ČNS IFPI)            | 11                       |
| Album Đan Mạch (Hitlisten)               | 19                       |
| Album Hà Lan (Album Top 100)             | 14                       |
| Album Phần Lan (Suomen virallinen lista) | 9                        |
| Album Pháp (SNEP)                        | 11                       |
| Album Đức (Offizielle Top 100)           | 7                        |
| Album Hungaria (MAHASZ)                  | 7                        |
| Icelandic Albums (Tónlist)               | 13                       |
| Album Ireland (OCC)                      | 6                        |
| Album Ý (FIMI)                           | 17                       |
| Album Nhật Bản (Oricon)                  | 4                        |
| Japanese Hot Albums (Billboard Japan)    | 4                        |
| Lithuanian Albums (AGATA)                | 3                        |
| Album New Zealand (RMNZ)                 | 1                        |
| Album Na Uy (VG-lista)                   | 10                       |
| Album Ba Lan (ZPAV)                      | 4                        |
| Album Bồ Đào Nha (AFP)                   | 19                       |
| Album Scotland (OCC)                     | 3                        |
| Slovak Albums (ČNS IFPI)                 | 10                       |
| South Korean Albums (Gaon)               | 1                        |
| Spanish Albums (PROMUSICAE)              | 4                        |
| Album Thụy Điển (Sverigetopplistan)      | 8                        |
| Album Thụy Sĩ (Schweizer Hitparade)      | 11                       |
| Album Anh Quốc (OCC)                     | 2                        |
| Album Hoa Kỳ Billboard 200               | 2                        |
| US Top Album Sales (Billboard)           | 1                        |
| Album Hoa Kỳ Top Tastemaker (Billboard)  | 7                        |
| Album Hoa Kỳ World (Billboard)           | 1                        |

| Bảng xếp hạng (2020)     | Vị trí xếp hạng cao nhất |
| ------------------------ | ------------------------ |
| Nhật Bản Albums (Oricon) | 18                       |
| Hàn Quốc Albums (Gaon)   | 2                        |

| Bảng xếp hạng (2020)                 | Vị trí |
| ------------------------------------ | ------ |
| Hàn Quốc Albums (Gaon)               | 5      |
| Hungarian Albums (Mahasz)            | 69     |
| US Billboard 200                     | 189    |
| US Top Album Sales (Billboard)       | 30     |
| US World Albums (Billboard)          | 4      |
| IFPI Global Album Sales Chart (IFPI) | 5      |

## Chứng nhận và doanh số
| Quốc gia        | Chứng nhận          | Số đơn vị/doanh số chứng nhận |
| --------------- | ------------------- | ----------------------------- |
| Trung Quốc      | —                   | 1,414,114                     |
| Nhật Bản        | —                   | 38,707                        |
| Hàn Quốc (KMCA) | Million (Triệu bản) | 1,382,813                     |
| Mỹ              | —                   | 700,000                       |
| Tổng hợp        |                     |                               |
| Toàn cầu (IFPI) | —                   | 1,500,000                     |

## Lịch sử phát hành
| Khu vực  | Ngày                 | Định dạng                             | Hãng                          | Tham khao       |
| -------- | -------------------- | ------------------------------------- | ----------------------------- | --------------- |
| Toàn cầu | 2 tháng 10 năm 2020  | Box Set CD digital download streaming | YG Interscope Universal Music | [ 120 ] [ 121 ] |
| Mỹ       | 2 tháng 10 năm 2020  | Box Set (Target độc quyền)            | YG Interscope Universal Music | [ 122 ]         |
| Anh      | 2 tháng 10 năm 2020  | Cassette (độc quyền tại Anh)          | YG Interscope Universal Music | [ 123 ]         |
| Hàn Quốc | 6 tháng 10 năm 2020  | LP (Limited Black Edition)            | YG                            | [ 124 ]         |
| Hàn Quốc | 6 tháng 10 năm 2020  | Box Set                               | YG                            | [ 125 ]         |
| Nhật Bản | 6 tháng 10 năm 2020  | Box Set                               | YG Universal Music Japan      | [ 126 ]         |
| Mỹ       | 14 tháng 10 năm 2020 | Cassette                              | YG Interscope                 | [ 127 ]         |
| Mỹ       | 31 tháng 12 năm 2020 | LP (Standard Pink Edition)            | YG Interscope                 | [ 128 ]         |

| Khu vực  | Ngày               | Định dạng                  | Hãng                             | Phiên bản    | Tham khảo |
| -------- | ------------------ | -------------------------- | -------------------------------- | ------------ | --------- |
| Toàn cầu | 3 tháng 8 năm 2021 | digital download streaming | Interscope Universal Music Japan | Thường       | [ 129 ]   |
| Nhật Bản | 3 tháng 8 năm 2021 | CD                         | Interscope Universal Music Japan | Thường       | [ 129 ]   |
| Nhật Bản | 3 tháng 8 năm 2021 | CD+ Blu-ray CD+ DVD        | Interscope Universal Music Japan | Sp. Thường   | [ 129 ]   |
| Nhật Bản | 3 tháng 8 năm 2021 | CD+DVD CD+Photobook        | Interscope Universal Music Japan | Giới hạn     | [ 129 ]   |
| Nhật Bản | 3 tháng 8 năm 2021 | CD+2Blu-ray CD+2DVD        | Interscope Universal Music Japan | Sp. Giới hạn | [ 129 ]   |